# Lada XRAY
O Lada XRAY é um automóvel SUV compacto produzido pela AutoVAZ sob a marca Lada, o nome XRAY vem de X - crossover class, Recreation, Activity, Youth, o carro utiliza a plataforma Nissan B, a mesma utilizada no Dacia Sandero. A versão de produção do Lada XRAY foi colocada à venda no início de 2016 e cessou em 2022 por indisponibilidade de peças devido às sanções internacionais após a invasão russa da Ucrânia.

## Produção
A primeira carroceria do carro foi montada em Togliatti em outubro de 2015 para testes, enquanto a produção real de veículos de mercado começou em dezembro de 2015. Os primeiros XRAY apareceram no mercado russo em 14 de fevereiro de 2016.